# Open 13 Provence 2022
Open 13 2022 — тенісний турнір, що проходив на кортах з твердим покриттям у місті Марсель, Франція з  14 до 20 лютого. Належав до категорії ATP 250.

## Фінальна частина

### Одиночний розряд
Андрій Рубльов —  Фелікс Оже-Аліассім 7–5, 7–6(7–4)

### Парний розряд
Денис Молчанов /  Андрій Рубльов —  Равен Класен /  Бен Маклахлан 4–6, 7–5, [10–7]